# NGC 2952
NGC 2952 este o galaxie spirală situată în constelația Hidra. A fost descoperită în 1886 de către Frank Muller.